# Kyōko Kagawa
Kyōko Kagawa (香川京子, Kagawa Kyōko), née le 5 décembre 1931, est une actrice japonaise.

## Biographie

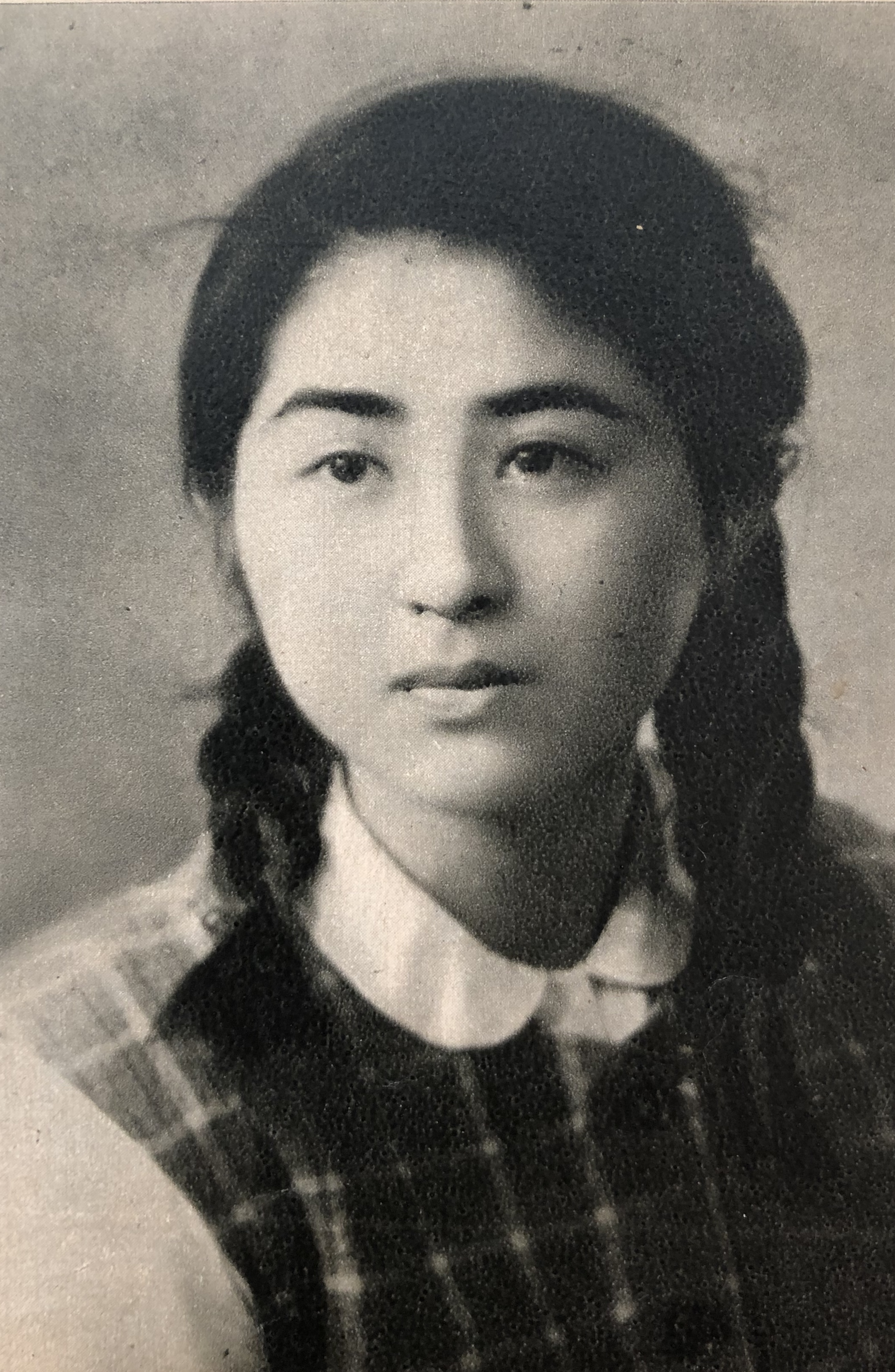
Kyōko Kagawa en 1949.

Élevée à Tokyo, Kyōko Kagawa se destine à devenir ballerine. Mais son destin bascule lorsqu'elle est repérée par la Shintōhō après avoir participé à un concours de beauté organisé par un journal. Elle commence sa carrière d'actrice sous la direction du réalisateur Kōji Shima qui lui offre un premier rôle d'importance dans Mado kara tobidase (1950),. Si ses premiers rôles sont souvent ceux de jeunes filles simples et innocentes, les réalisateurs ne tardent pas à voir son potentiel et lui offrent vite des rôles plus consistants. C'est avec Voyage à Tokyo (1953) de Yasujirō Ozu qu'elle se fait un nom.
Elle se marie en 1963 avec le journaliste Takuji Makino. En 1965, elle part s'établir dans le Queens avec son mari, correspondant pour le Yomiuri shinbun à New York, et leur fille Yasuka,,. À son retour au Japon en 1968, l'industrie du cinéma a quelque peu changé et elle apparait plus régulièrement à la télévision qu'au cinéma.
Elle stoppe à nouveau sa carrière dans les années 1980 avant de faire un retour devant les caméras dans les années 1990, où elle tourne sous la direction de Kei Kumai, d'Akira Kurosawa dans Madadayo (1993) ou encore de Hirokazu Kore-eda dans After Life (1998).
Kyōko Kagawa figure au générique de 118 films entre 1950 et 2004.
Une exposition et une rétrospective comprenant 45 films lui sont consacrées du 13 septembre au 25 décembre 2011 au Musée national d'Art moderne de Tokyo,.

## Filmographie partielle
- 1950 : Mado kara tobidase (窓から飛び出せ?) de Kōji Shima

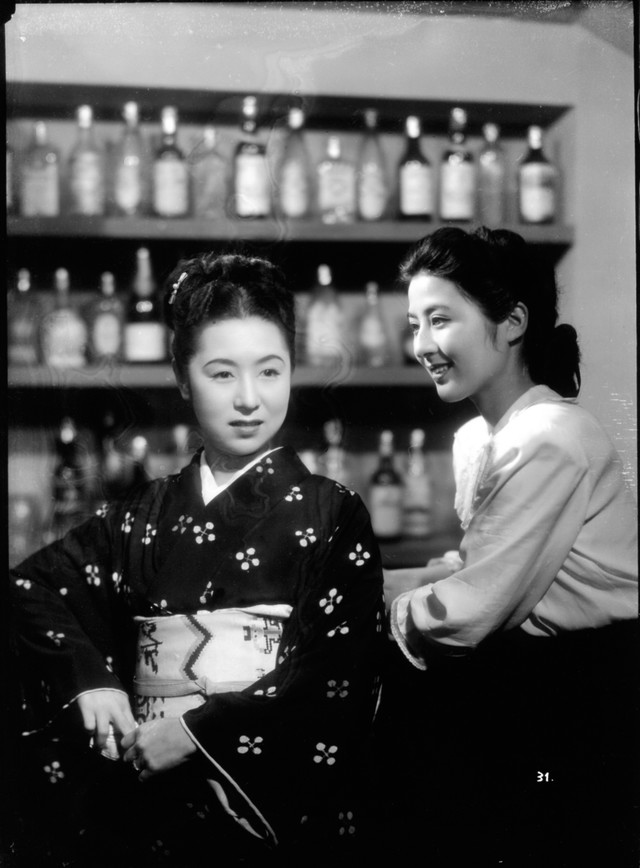
Kinuyo Tanaka et Kyōko Kagawa dans Le Fard de Ginza (1951).

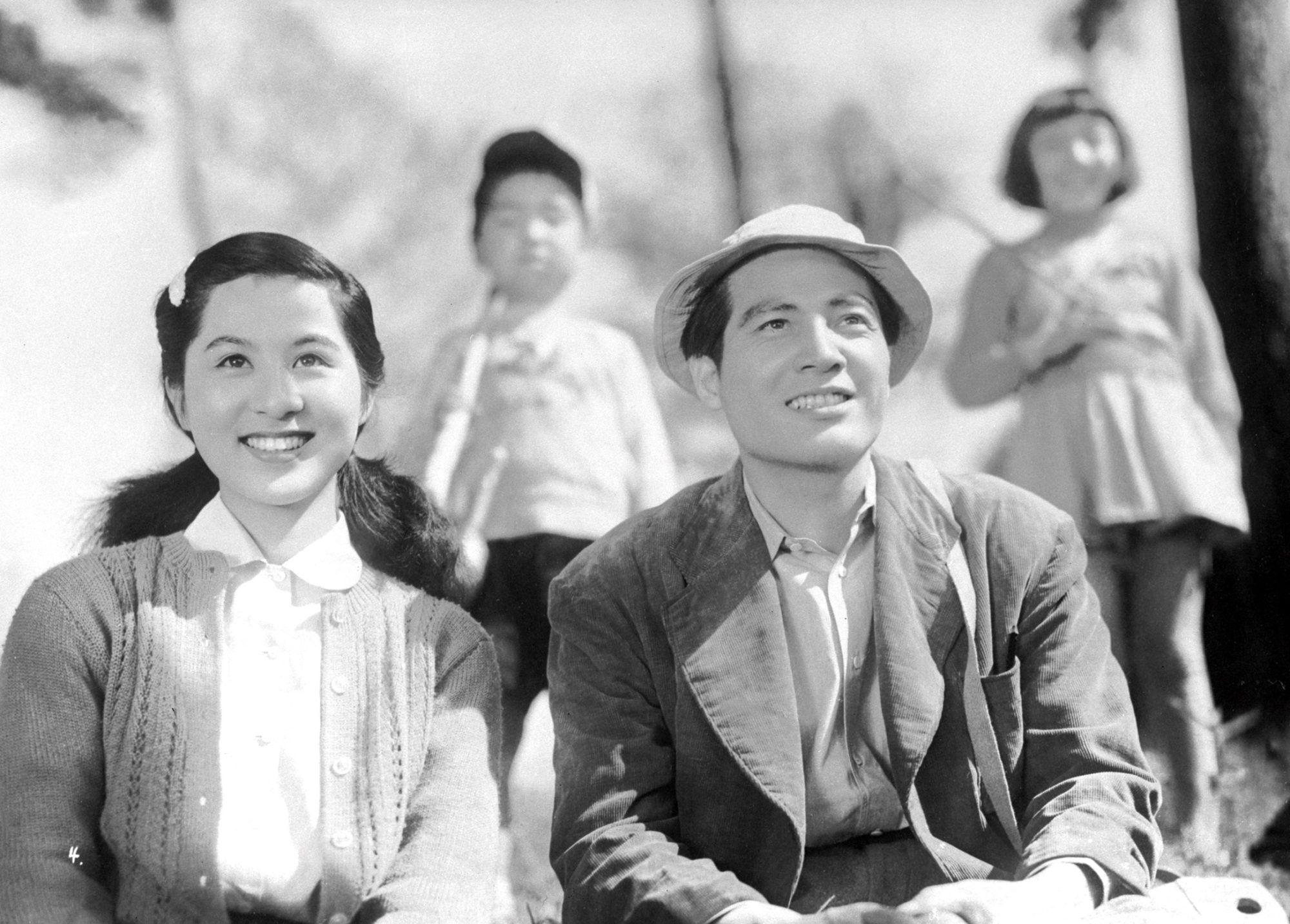
Kyōko Kagawa et Eiji Okada dans La Mère (1952).

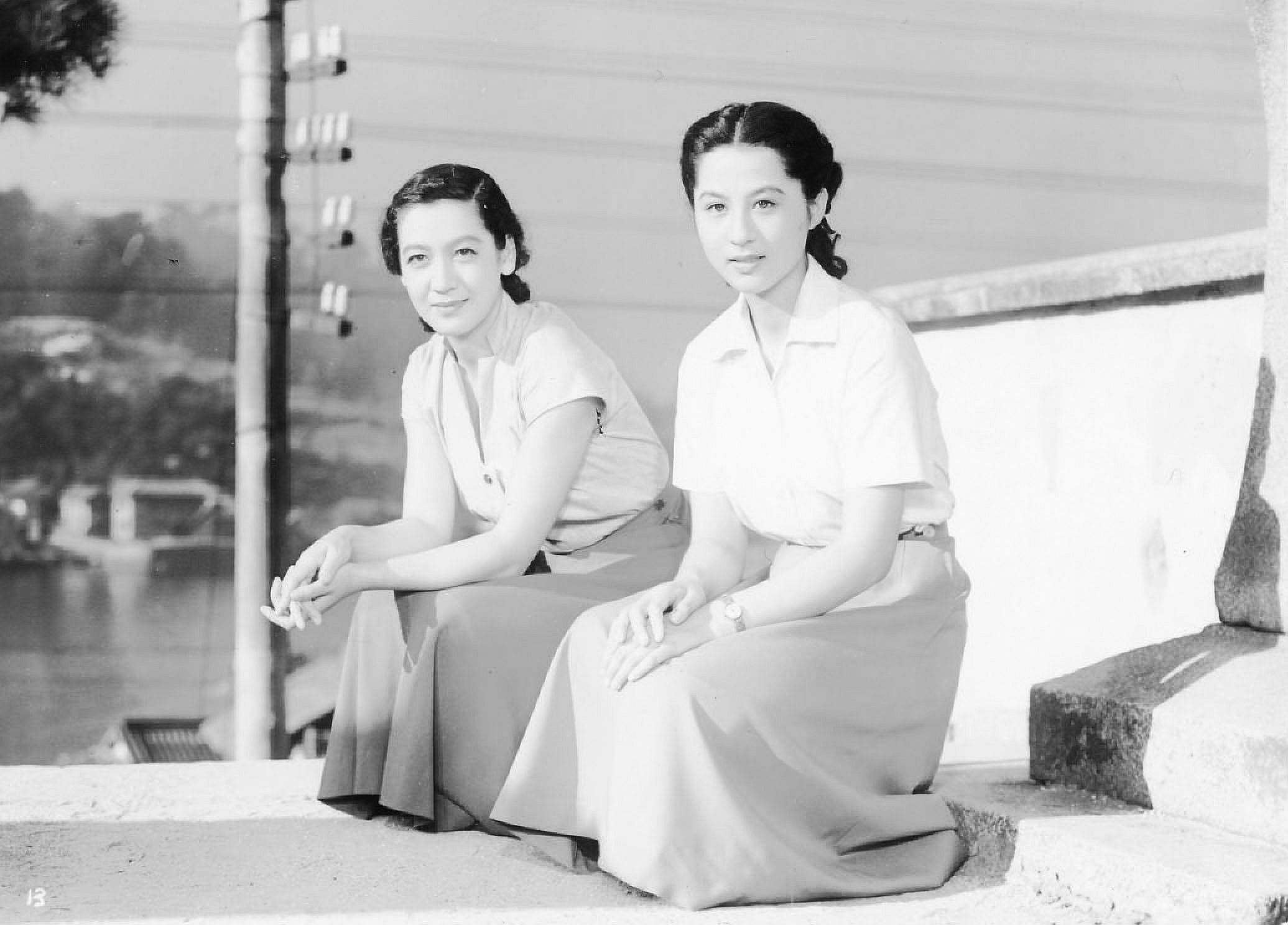
Setsuko Hara et Kyōko Kagawa dans Voyage à Tokyo (1953).

- 1950 : Quatre sœurs (Bruine de neige) (細雪, Sasameyuki?) de Yutaka Abe : la sœur d'Itakura
- 1951 : Le Fard de Ginza (銀座化粧, Ginza Keshō?) de Mikio Naruse : Kyōko
- 1952 : Dans la tempête (嵐の中の母, Arashi no naka no hara?) de Kiyoshi Saeki
- 1952 : L'Agitation du matin (朝の波紋, Asa no hamon?) de Heinosuke Gosho
- 1952 : L'Éclair (稲妻, Inazuma?) de Mikio Naruse : Tsubomi
- 1952 : La Mère (おかあさん, Okaasan?) de Mikio Naruse : Toshiko Fukuhara
- 1953 : La Tour des lys (ひめゆりの塔, Himeyuri no tō?) de Tadashi Imai : Fumi Uehara
- 1953 : Voyage à Tokyo (東京物語, Tōkyō monogatari?) de Yasujirō Ozu : Kyōko Hirayama
- 1953 : Lettre d'amour (恋文, Koibumi?) de Kinuyo Tanaka : Yasuko
- 1954 : L'Intendant Sansho (山椒大夫, Sanshō dayū?) de Kenji Mizoguchi : Anju
- 1954 : Les Amants crucifiés (近松物語, Chikamatsu monogatari?) de Kenji Mizoguchi : Osan
- 1954 : Calendrier de femmes (女の暦, Onna no koyomi?) de Seiji Hisamatsu : Mie Hyuga
- 1955 : Nanatsu no kao no Ginji (七つの顔の銀次?) de Kenji Misumi
- 1955 : Le Maître d'échecs (王将一代, Osho ichidai?) de Daisuke Itō : Kimie Sakata
- 1955 : Le Christ en bronze (青銅の基督, Seidō no Kirisuto?) de Minoru Shibuya : Monica
- 1956 : Pluie soudaine (驟雨, Shūu?) de Mikio Naruse : Ayako
- 1956 : Ruten (流転?) de Tatsuo Ōsone
- 1956 : Le Chat, Shozo et ses deux maitresses (猫と庄造と二人のをんな, Neko to Shozo to futari no onna?) de Shirō Toyoda : deuxième femme de Shozo
- 1957 : Arashi no naka no otoko (嵐の中の男?) de Senkichi Taniguchi
- 1957 : Une histoire d'Osaka (大阪物語, Osaka Monogatari?) de Kōzaburō Yoshimura : Onatsu
- 1957 : Les Bas-fonds (どん底, Donzoko?) d'Akira Kurosawa : Okayo
- 1957 : Sur la terre (地上, Chijo?) de Kōzaburō Yoshimura : Fuyuko
- 1958 : Onna de aru koto (女であること?) de Yūzō Kawashima : Taeko
- 1958 : Jours de congé à Tokyo (東京の休日, Tōkyō no kyūjitsu?) de Kajirō Yamamoto : receveuse de bus
- 1958 : La Fête des forêts et des lacs (森と湖のまつり, Mori to mizuumi no matsuri?) de Tomu Uchida : Yukiko Saeki
- 1958 : Anzukko (杏っ子, Anzukko?) de Mikio Naruse : Kyoko
- 1958 : La Veste rouge (赤い陣羽織, Akai jinbaori?) de Satsuo Yamamoto : Shino Araki
- 1959 : Kagerōgasa (かげろう笠?) de Kenji Misumi
- 1959 : Le Mur humain (人間の壁, Ningen no kabe?) de Satsuo Yamamoto
- 1959 : La Naissance du Japon (日本誕生, Nippon tanjō?) de Hiroshi Inagaki : Princesse Miyazu
- 1960 : Les salauds dorment en paix (悪い奴ほどよく眠る, Warui yatsu hodo yoku nemuru?) d'Akira Kurosawa : Yoshiko Nishi
- 1961 : Récits du château d'Osaka (大阪城物語, Ōsaka-jō monogatari?) de Hiroshi Inagaki : Ai
- 1961 : Kuroi gashū: Aru sonan (黒い画集 ある遭難?) de Toshio Sugie : Masako Iwase
- 1961 : Mothra (モスラ, Mosura?) d'Ishirō Honda : la photographe Michi Hanamura
- 1961 : La Nuit des femmes (女ばかりの夜, Onna bakari no yoru?) de Kinuyo Tanaka : Mme Shima
- 1962 : Sōtome ke no musume tachi (早乙女家の娘たち?) de Seiji Hisamatsu : Matsuko Sōtome
- 1963 : Entre le ciel et l'enfer (天国と地獄, Tengoku to jigoku?) d'Akira Kurosawa : Reiko Gondo
- 1965 : Barberousse (赤ひげ, Akahige?) d'Akira Kurosawa : folle
- 1974 : Une famille splendide (華麗なる一族, Karei naru ichizoku?) de Satsuo Yamamoto
- 1975 : Kenji Mizoguchi ou la vie d'un artiste (ある映画監督の生涯 溝口健二の記録, Aru eiga-kantoku no shōgai Mizoguchi Kenji no kiroku?) de Kaneto Shindō (documentaire) : elle-même
- 1978 : Tsubasa wa kokoro ni tsukete (翼は心につけて?) de Hiromichi Horikawa : Kayo Suzuki
- 1979 : C'est dur d'être un homme : L'Américain (男はつらいよ 寅次郎春の夢, Otoko wa tsurai yo: Torajirō haru no yume?) de Yōji Yamada : Keiko Takai
- 1990 : Les Passions du mont Aso (式部物語, Shikibu monogatari?) de Kei Kumai : Isa Otomo
- 1993 : Madadayo (まあだだよ, Maadadayo?) d'Akira Kurosawa : la femme du professeur
- 1995 : Le Fleuve profond (深い河, Fukai kawa?) de Kei Kumai : la femme d'Isobe
- 1996 : Shall We Dance? (Shall we ダンス?, Sharu wi Dansu??) de Masayuki Suo : Keiko Kishikawa
- 1998 : After Life (ワンダフルライフ, Wandafuru raifu?) de Hirokazu Kore-eda : Kyoko Watanabe
- 2002 : Letters from the Mountains de Takashi Koizumi :

## Distinctions
Sauf indication contraire, les informations mentionnées dans cette section peuvent être confirmées par la base de données cinématographiques IMDb,  présente dans la section « Liens externes ».

### Récompenses
- 1991 : prix Kinema Junpō du meilleur second rôle féminin pour son interprétation dans Les Passions du mont Aso[5]
- 1994 : prix du meilleur second rôle féminin pour son interprétation dans Madadayo à la Japan Academy[6]
- 1994 : prix Blue Ribbon du meilleur second rôle féminin pour son interprétation dans Madadayo[7]
- 1994 : prix Kinuyo Tanaka[8],[9]
- 1998 : médaille au ruban pourpre
- 2011 : prix FIAF[2]

### Nominations
- 1979 : prix du meilleur second rôle féminin pour Tsubasa wa kokoro ni tsukete aux Japan Academy Prize[10]
- 1991 : prix du meilleur second rôle féminin pour Les Passions du mont Aso aux Japan Academy Prize[11]